# Fingal (Dublin)
Fingal (iriska: Contae Fhine Gall) är ett administrativt grevskapsdistrikt i Republiken Irland som bildar en del av det traditionella grevskapet Dublin. Fingal ligger i den norra delen av huvudstaden Dublin och har sitt administrativa centrum i Swords.